# Ripley (Maine)
Pour les articles homonymes, voir Ripley.
Ripley est une ville américaine située dans le comté de Somerset, dans le Maine. Selon le recensement de 2010, sa population est de 488 habitants.